# William Kirkpatrick
Pour les articles homonymes, voir Kirkpatrick.
William Kirkpatrick, né en 1754 à Closeburn (Irlande), près de Dumfries, et mort le 22 août 1812 à Exeter, est un officier et explorateur britannique.

## Biographie
Il entre dans la Compagnie britannique des Indes en 1771 et, aide de camp de John Shore, est envoyé au Népal pour servir de médiateur entre Népalais, Tibétains et Chinois.
Il sert de 1777 à 1785 dans l'infanterie du Bengale en tant qu'interprète du lieutenant-colonel Giles Stibbert (en). Il participe à la quatrième Guerre du Mysore où il est le second du général Marnes ainsi que son interprète. Après la prise de Seringapatam, il est nommé secrétaire militaire de lord Mornington.
Promu capitaine en 1781, il devient major en 1790 puis colonel et, en 1793, est le tout premier britannique à publier un ouvrage sur le Népal.
En 1809, il essaie une ascension de l'Himalaya avec Fraser, qui échoue puis quitte le Népal en 1812. Il meurt peu après des suites d'une maladie, à Exeter.
Jules Verne le mentionne dans son roman La Maison à vapeur (partie 2, chapitre I).

## Publications[3]
- 1782 : Grammar of the Hindoo Dialect and an Arabic and Persian Vocabulary[4]
- 1804 : Diary and Letters of Tippoo Sultaun (traduction)
- 1811 : An Account of the Kingdom of Nepaul